# تپه پلویی
تپه پلویی مربوط به عصر مس - بریز - هزاره اول قبل از میلاد است و در شهرستان ملایر، بخش سامن، دهستان آورزمان، روستای میخواران واقع شده و این اثر در تاریخ ۲۶ اسفند ۱۳۸۷ با شمارهٔ ثبت ۲۶۱۶۱ به‌عنوان یکی از آثار ملی ایران به ثبت رسیده است.